# GALAND
GALAND（ガーランド）は、八王子を中心に活動する日本のロックバンド。

## 概要
2019年10月結成。八王子を中心に活動している。
2021年6月デビューシングル「Punks in my blood」を発売。
8月、サブスクにて配信を開始した。
2022年3月デビューEP『現日記』を発売。Long Party Recordsの週間ランキングで1位を獲得した。
同月、収録曲「虚構に住む」のミュージックビデオを自身のYouTubeチャンネルで公開した。

## ディスコグラフィ
EP
・現日記（2022年）
＜収録曲＞ 
1. FLOWER
2.Ole!
3.TAWAKE
4.虚構に住む

シングル
・Punks in my blood（2021年）
・なにも無いGirl（2022年）